# Trance (genere musicale)
La trance è un genere di musica elettronica nato all'inizio degli anni novanta in Germania.
È caratterizzata da un tempo che va dai 110 ai 150 bpm, fraseggi melodici ripetuti e da una marcata costruzione della tensione musicale spesso culminante in uno e due "picchi" (o "drops"). Nonostante la trance sia un genere a sé stante essa incorpora liberamente influenze provenienti da altri generi musicali quali techno, house, pop, chill-out, musica classica, ambient e colonne sonore cinematografiche.
Si ritiene che questo nome sia dovuto all'ipotesi che la profondità di questi suoni riesca a provocare uno stato di trance psichica indotto da una sensazione di estasi
anche se alcuni sostengono che il nome trance provenga dalla parola "Trancefer" (nome di un album di Klaus Schulze del 1981).

## Struttura musicale
Il genere è derivato dalla techno con l'aggiunta di sonorità ambient, musica pop e classica. Solitamente una canzone trance si sviluppa su una traccia di batteria techno e un basso sincopato a cui si aggiunge un tema che si apre progressivamente verso un motivo centrale prevalente composto da sintetizzatori, archi o canto i cui accordi influenzano l'evoluzione totale del brano, questo genere è caratterizzato dall'intensità delle sue melodie. L'evoluzione della Trance ha portato verso la creazione di vari stili accomunati da una stessa compagine sonora, sono quindi distinguibili vari sottogeneri.

## Storia

### Origini
Fin dalla seconda metà degli anni settanta alcuni produttori discografici europei sperimentarono autentici generi musicali impiegando solamente strumenti elettronici (sintetizzatori) e verranno quindi composte nuove basi musicali sulle quali successivamente si fonderanno alcuni generi (techno, house, italodisco), alcune tracce conterranno già un'impostazione sonora embrionale (esemplare è il pezzo "Utopia" di Giorgio Moroder del 1977), ma bisognerà aspettare solo la fine degli anni ottanta per identificare uno stile melodico tecnicamente ascrivibile alla trance riconoscibile nella canzone "What time is love?" del duo britannico "The KLF" del 1988 dove sulla copertina LP del singolo comparve la dicitura "Pure Trance 1" come ad indicarne l'inizio di una serie.
Una delle prime produzioni caratterizzate da un groove esclusivamente trance è The Age Of Love del 1990 ma quella che da molti verrà successivamente classificata come la prima canzone trance sarà il suo remix che uscirà nel 1992 a cura dei tedeschi Jam & Spoon.

### Patria
La nazione che ha influenzato la trance fin dagli albori è la Germania (rimasta la maggiore piazza musicale europea fino agli ultimi anni novanta) ma alcuni sostengono che la paternità del genere è da attribuire al Belgio in quanto la prima traccia in stile trance fu tecnicamente prodotta in Belgio.

#### Dibattito sulla paternità
Il brano The Age Of Love è quello che risulta più accreditato come primo disco trance, fu pubblicato nel 1990 dal produttore belga Roger Samijn (proprietario della DiKi records) a cura dell'omonimo gruppo "Age of love" (occasionale) composto dal produttore Acid house-/New beat italiano Bruno Sanchioni e dal cantante Giuseppe Chierchia (in arte Pino D'Angiò, ebbe il solo compito di scrivere un testo in lingua inglese che si addicesse a questo ritmo, in un'intervista dichiarò che fu stupito del fatto che gli fu attribuita la nascita del genere Trance a sua insaputa) con l'aggiunta del canto di Karen Mulder, le sonorità trance saranno conferite al remix del 1992 da Jam & Spoon rieditato dall'etichetta tedesca ZYX con il nome "The Age Of Love (Watch out for stella club mix)".
Alcuni ritengono che il primo brano trance fu "We came in peace" del duo tedesco Dance 2 Trance risalente al 1990.

## Diffusione
Fin dall'inizio il genere fu oggetto di interesse da parte di produttori tedeschi, belgi, francesi e italiani ma la nazione dove si espanse maggiormente questo stile fu la Germania dove si ritagliò un proprio spazio nel fermento della club-culture degli anni successivi alla caduta del muro di Berlino, Paul Van Dyk fu uno dei primi deejay a proporre la trance indipendentemente dalla techno e dalla acid.
La trance si radica dapprima in Germania e in un crescendo di popolarità conquista la Svizzera e il Belgio rubando la scena agli altri generi (Techno, Hardcore), successivamente diverrà celebre nei Paesi Bassi e toccherà l'apice della popolarità nel periodo 1999-2000 con un notevole aumento di produzioni discografiche di vario stampo e con la riconversione dei maggiori festival europei esistenti; fu un fenomeno anche mediatico in queste nazioni cambiando, in parte, la concezione di musica elettronica. 
La sua popolarità arriverà anche al Regno Unito, alla Polonia e moderatamente anche ai paesi nordici ma non avrà un seguito significativo nei paesi mediterranei come l'Italia, la Francia e la Spagna (ad eccezione di Ibiza) fino alla metà del decennio successivo.
Nel 2004 Dj Tiësto (già molto popolare in Europa) viene ingaggiato a suonare all'apertura dei giochi olimpici di Atene dando successivamente inizio all'epoca dei "dj-superstar" e, alla fine dell'ascesa europea, questo genere divenne popolare anche nel resto del mondo.
Con la crescita dei nuovi media la trance conobbe un rilancio a livello globale ma lo stile musicale ebbe grossi cambiamenti a livello tecnico rispetto al periodo di maggiore successo europeo anche a causa dei nuovi metodi di produzione.

### Trance in Italia
Inizialmente in Italia la trance fatica a ritagliarsi un proprio ruolo tra i giovani, anche se la sua diffusione a livello di potenziali ascoltatori inizia ad essere relativamente buona verso la fine degli anni 90 grazie alla partecipazione sul territorio italiano di top dj internazionali nelle discoteche e club italiani soprattutto al nord della penisola. Fattore che sta ulteriormente indirizzando a conoscere questo genere è la diffusione della progressive house, le cui origini stilistiche si possono trovare sia nella trance che nella ben più nota house.

## Evoluzione musicale

### Primo periodo (1992-1996): epoca techno
Il primo periodo, (1992 – 1997), è quello nel quale molte produzioni Techno incominciano ad essere definite Trance per via dell'uso dell'armonia di stampo classico. Si tratta comunque di produzioni Techno, per cui la Trance è di fatto una selezione di produzioni Techno con caratteristiche simili tra loro. Tra i primi brani Techno ad essere classificati come Trance troviamo, per esempio, The Age of Love di Jam & Spoon.
Durante il primo periodo la trance ebbe la possibilità di distinguersi come genere a sé stante e, pur rimanendo una cultura nota ai soli addetti ai lavori, riuscì facilmente a conquistare le simpatie del pubblico dei rave e dei club specializzati.
Successivamente la Trance deviò la sua attenzione verso suoni più epici, ammorbidendo la propria componente acida per privilegiare melodie corpose ed orchestrali, entrando così di prepotenza nel circuito radiofonico e inaugurando la stagione dei grandi Dance Festival. Il 1996 è l'anno in cui la trance si fonde con la musica eurodance che in quegli anni era all'apice del successo mondiale e molti brani storici di quel periodo avevano sonorità trance, la progressive dream infatti, nata proprio dalla fusione delle armonie Trance e dal beat Dance, partorirà brani rimasti celebri in tutto il mondo come Children di Robert Miles.

### Secondo periodo (1997-2002): epoca d'oro
Il secondo, (1997 – 2002), è il periodo nel quale i produttori che avevano per anni selezionato un genere di techno music con determinate caratteristiche incominciano a produrre musica originale che dia spazio a tali aspettative senza per forza ricondursi a generi musicali precedenti. È il periodo di brani come For An Angel di Paul van Dyk, brani che si catalogano esclusivamente come trance dando modo al pubblico di identificare il genere, sempre nell'ambito techno. È il periodo in cui, secondo alcuni critici, troviamo la massima espressione del genere e molti brani storici, fra cui molti arrivati anche in cima alle classifiche di vendita mondiali, riescono ad emergere nel panorama Dance italiano. Un periodo comunque che durerà molto poco.

### Terzo periodo (2003-2006): mainstream
Il terzo, (2002 – 2006) è il periodo mainstream, nel quale la Trance ha ormai assunto determinate caratteristiche, viene influenzata dal gusto di massa e quindi separata dal contesto Techno che per tradizione appartiene alla scena underground, senza tuttavia riuscire a penetrare in modo deciso in ambito commerciale. Da questo periodo emergerà la figura di Dj Tiesto nei Paesi Bassi che diventerà il primo dj del mondo secondo la classifica internazionale.
Dal 2002 la Trance, ormai stabilizzatasi, ha iniziato una ennesima evoluzione rivolta sempre più all'utenza domestica, inglobando al suo interno diverse, e notevoli, caratteristiche proprie di altri generi EDM: una sorta di eclettismo mirato al mantenimento di un vasto seguito.

### Quarto periodo (2007-presente)
Il quarto periodo della trance music, (2007 – oggi), si contraddistingue per l'avvento di massa di produzioni discografiche anche casalinghe da ogni parte del mondo e l'avvento di decine e decine di sottocategorie volte a definire un particolare insieme timbrico o atteggiamento mentale nei confronti del genere.
Si può infine supporre che dal 2007 l'intero genere abbia praticamente abbandonato la tradizione del vinile per trasferirsi nel mercato digitale in modo da ottenere una migliore visibilità, tentando di ridurre i costi di produzione e distribuzione. Per quanto questa non sia identificabile come una variazione di stile rappresenta nella sua essenza una rivoluzione significativa in termini di "club culture".

## Maggiori eventi

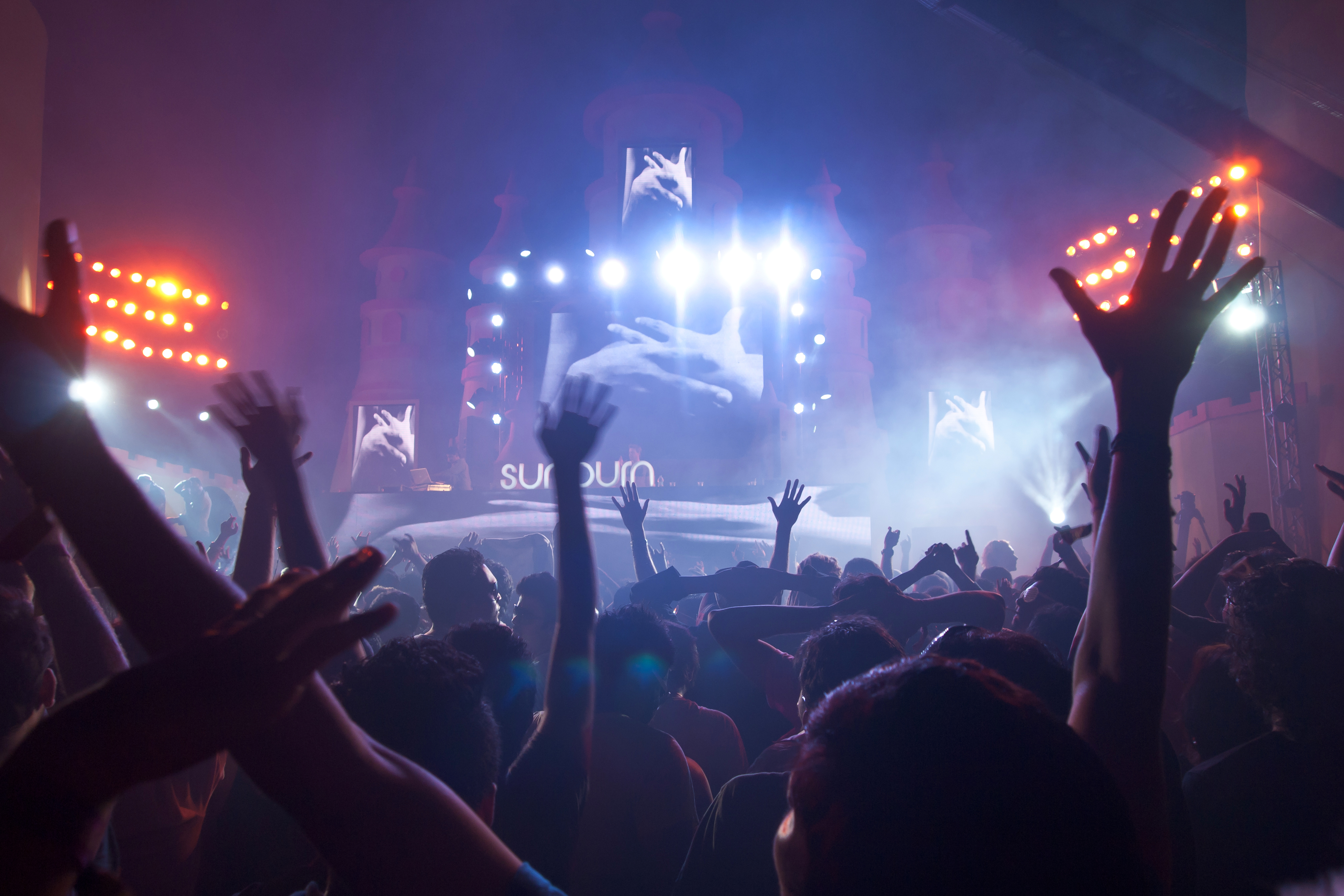
Clubbers al Sunburn

L'evento topico è il Trance Energy, un dance festival a cadenza annuale, che si svolge a Utrecht nei Paesi Bassi, che dal 2009 ha anche aggiunto più date australiane oltre a quella classica olandese, segno che questo genere comincia a prendere piede un po' in tutto il mondo. Il 2010 è stato l'ultimo anno in cui si è svolto il vero e proprio Trance Energy, poiché, dal 2011 ha adottato il nome di "Energy" aprendo anche ad altri generi. Oltre a questo esistono altre decine di party, di fama internazionale, in cui la Trance viene tenuta in gran considerazione e regolarmente proposta,tra i quali il famoso festival Inglese di Glastonbury dove nel palco di musica alternativa si esibiscono regolarmente gruppi come Eat Static System 7 e Zub Zub. Uno di questi è il Sensation White, che inizialmente prevedeva esibizioni di dj trance anche se negli ultimi anni in quest'evento la trance è stata ridotta ai minimi termini per lasciare spazio a DJ che proponevano house e progressive house.
Tipicamente queste serate vengono organizzate in stadi, palazzetti dello sport o strutture di analoghe dimensioni per poter ospitare migliaia di appassionati provenienti da tutto il mondo, e costituiscono lo stato dell'arte per quanto riguarda coreografie e sound system. Un altro evento con cadenza annuale è il "Transimission" che si tiene ogni autunno a Praga, in cui si esibiscono alcuni tra i più apprezzati trance producers. Nell'aprile 2011 e anche nel marzo 2012 Armin Van Buuren ha organizzato un grande evento per festeggiare l'episodio 500 e 550 del suo show radiofonico A State of Trance con 5 date, 5 Paesi per 5 grandi serate all'insegna della trance. Grazie al successo mondiale l'ASOT (A State Of Trance) è destinato a divenire la nuova mecca per i Trancer di tutto il mondo.

## Sottogeneri
Esistono spesso molte differenze che contraddistinguono i vari sottogeneri trance, sia dal punto di vista strutturale (come sotto riportato) che da quello ambientale/sociale dove in ogni sottogenere possiamo trovare persone di diversa età, eventi e stili di vita diversi tra loro.

### Classic trance
La classic trance non è un vero e proprio sottogenere, bensì un termine usato per indicare la trance degli albori (1990-1995 circa), i cui brani erano molto differenti tra loro, pur mantenendo degli elementi in comune, come le radici techno, le atmosfere eteree e le melodie ipnotiche. Proprio l'assenza di standard di composizione e arrangiamento, contribuì alla fioritura di un enorme numero di produzioni, il cui sound variava dall'acid all'house, passando per ritmi più hard e serrati. Il successo della progressive contribuirà in seguito all'estinzione della classic trance.
Fra gli artisti classic trance più famosi ci sono Dance 2 Trance, Jam & Spoon e Sven Väth in quel periodo della sua carriera.

### Progressive trance
La progressive trance è un sottogenere di musica trance dai ritmi più graduali e "pacati", prive di elementi in eccessivo risalto quali gli arpeggi dell'uplifting trance. Risulta così un sottogenere più d'atmosfera..

### Dream trance
La dream trance (indicata anche come dream house, dream progressive, progressive dream music, o più semplicemente progressive) costituì un insieme di produzioni progressive trance relative alla metà degli anni novanta, oggi considerate come primordiali del sottogenere progressive e della trance in generale.
Si tratta di un filone musicale proveniente soprattutto dall'Italia, i cui brani avevano in genere casse più accentuate e atmosfere pacate, ma più "evocative" rispetto alla tipica progressive europea, da cui pertanto è opportuno fare differenza anche se è rientrante nel medesimo sottogenere in quanto strutturalmente ne è il derivato primitivo.
Children di Robert Miles fu uno dei brani pionieristici del settore "dream".

### Uplifting trance
L'uplifting trance, conosciuta anche come anthem, symphonic o epic trance, è un sottogenere dal nome che deriva da "Up lifting", termine riferito al levare della voce che continua a salire di tono fino a confondersi e mischiarsi con i synth.
In genere, se cantata, è eseguita da voci eteree e malinconiche che cantano commoventi melodie accompagnate sempre da una base non troppo impostata, per far sì che l'ascoltatore possa godere appieno delle emozioni che il sottogenere sa regalare.
Strutturalmente l'uplifting trance è caratterizzata da un'estesa e graduale esposizione del tema in tutte le sue parti (lead synth, bass chords, treble chords), spesso composta con prevalenza di accordi minori, e da sonorità piuttosto oscure e sognanti. Caratteristica del sottogenere è l'ampio uso di tappeti d'archi e pad che avvolgono l'ascoltatore soprattutto nelle pause ritmiche e nei "traguardi".
Bisogna far presente che l'uplifting, nata a fine anni novanta, si è poi evoluta parimenti ai software di composizione digitale e ha arricchito la propria struttura di nuove sonorità d'atmosfera, differenziandosi comunque dal sottogenere progressive.
Il nome uplifting è cominciato ad apparire come classificazione di un "sottogenere" trance per motivi più che altro commerciali dovuti al successo avuto dalla canzone O.R.G.A.N. - To the World (Up Lifting Club Experience).

### Eurotrance e vocal trance
L'eurotrance, conosciuta anche come pop trance, è caratterizzata da un'impostazione prettamente "di massa" e tendente al pop e alla dance.
Rispetto agli altri sottogeneri le melodie sono più "semplici", le voci più squillanti e i testi più o meno elaborati. I brani sono eseguiti spesso in chiave maggiore. La maggior parte invece di quella che viene chiamata vocal trance, cioè trance a cui alle parti strumentali si aggiungono dei testi cantati generalmente da melodiose ed armoniose voci femminili, rientra in questo sottogenere (o, altre volte, nell'uplifting trance). Durante il corso degli anni il sottogenere è stato influenzato da elementi appartenenti all'eurodance/italodance.
Attorno al 2003 dall'euro-trance ha preso forma lo stile hands up, fusione tra la trance più commerciale e l'italodance, che non è considerata trance vera e propria, anche se spesso viene inserita in compilation di questo genere.

### Hard trance
Si definisce hard trance quel sottogenere di musica trance che segue l'onda di quelle produzioni che nei primi anni novanta diedero alla techno music il nuovo genere trance, distaccandosi di molto. Precursori della sottocategoria sono produzioni come "The First Rebirth" del duo belga Jones & Stephenson, "The Hurricane" di B.O.N.Y nella versione di Dj Bony o Purple Moon di Miro. Il confine con la hardcore è molto labile in quanto produzioni hardtrance valide sono anche suonate da dj hardcore ed etichette hardcore che ricercano la bellezza dei suoni piuttosto che alla violenza timbrica come la Supreme Intelligence sono acquistate da dj che operano nella scena techno/trance.
L'hard trance è per molti versi accostabile ai suoni più duri della techno.
Pur avendo una struttura ripetitiva, elettronica e dalla battuta molto dura e spesso pestante che si avvicina all'hardstyle, si differenzia dalla techno per la presenza di parti puramente melodiche ed estremamente vivaci ed elaborate. Questa differenza ne fa un sottogenere dal contrasto assolutamente notevole, tanto da ritagliarsi uno spazio a sé stante, differenziandosi molto dagli alti sottogeneri della trance.
Accade frequentemente che molti dj trance nella parte centrale dei loro set inseriscano un paio di tracce hard trance.

### Acid trance
L'acid trance è un sottogenere che si è affermato ed ha avuto consistente seguito negli anni novanta. Può essere considerato un giovane discendente dell'acid house, dal momento che il genere trance non era ancora nato durante l'avvento dell'acid house. Non meno importante, la scena acid ha ispirato la nascita del sottogenere goa trance. Quest'ultimo, mantenendo suoni ipnotici e psichedelici, ha origini indiane. L'acid, invece, è di origini europee e si contraddistingue principalmente per l'uso massiccio e maggiormente enfatizzato dell'inconfondibile suono "acido" del synth Roland 303.

### Goa trance

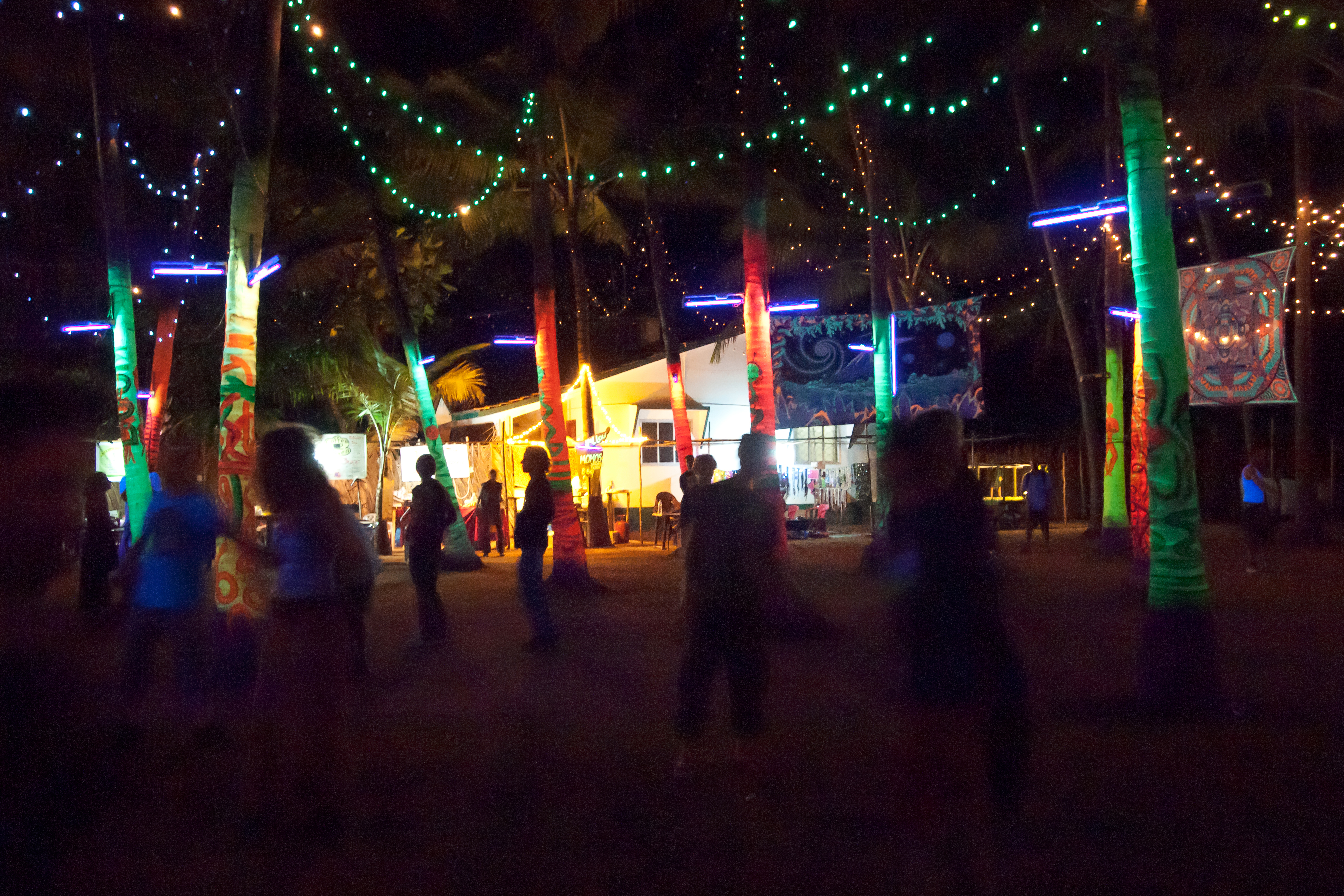
Hilltop, Goa

Con il termine goa trance (o, più semplicemente, goa) si definiscono le produzioni techno tendenti già dai primi anni novanta alla trance che tuttavia vengono utilizzati non per i club, ma per i rave parties. La differenza sostanziale tra il rave party techno ed il rave party goa è che mentre il primo avviene per mezzo e dentro una realtà urbana industriale, il secondo deve avvenire nell'ambito di una realtà a contatto con la natura. Il nome "Goa", proviene dal piccolo stato indiano di Goa, famoso per essere stato colonizzato da gruppi di giovani hippies inglesi negli anni settanta ed aver ospitato i primi parties in mezzo alla natura per mezzo di generatori di corrente, solitamente in spiaggia, dando vita a questa cultura.
È un sottogenere solitamente più veloce, in cui la melodia è composta da sintetizzatori elettronici, spesso in modulazione di frequenza, che suonano rapide strofe assieme a una linea del basso sui sedicesimi (spesso una sola nota che varia di ottave); il fenomeno che questa musica ha creato è quello molto comune ai nostri giorni dei goa party. Ora questo sottogenere musicale è diffuso in tutto il mondo, dal Giappone al Sud America all'Australia. Uno dei pionieri del sottogenere è Goa Gil.

### Psychedelic trance
La psy-trance, detta anche psychedelic trance o psychic-trance, derivata direttamente dalla goa, con la quale talvolta si confonde.
Si caratterizza per l'aggiunta, alle solite melodie elettroniche, di altre melodie d'ambiente che la rendono più varia, e da un basso più corposo, con la sporadica presenza di voci campionate.
Inoltre, a differenza della Goa, la PsyTrance usa suoni e rumori messi in sequenza logica, così da creare un tappeto ritmico più aggressivo e originale.
Esempi molto significativi di questa tecnica sono i brani Return Of The Shadows e Overmode degli Infected Mushroom.
I quattro sottogeneri in cui si divide la PsyTrance sono la Full On (che prende il nome dalle compilation Full On Trance), la DarkPsyTrance, caratterizzata da sonorità più "oscure", la Minimal, dal suono appunto minimale e la Sci-trance, in cui viene fatto un grosso uso di campioni vocali o sonori tratti da film di fantascienza di seconda categoria degli anni sessanta-settanta.
Il Boom festival e l'Ozora sono i principali festival mondiali dove poter ascoltare e ballare psychedelic trance. In Italia si distinguono il Blackmoon Festival e il Sonica Festival.

### Neo trance
Nonostante il nome, la neo trance è un sottogenere che non ha nulla a che vedere a livello strutturale con la matrice originaria della trance.
Il giro di base si identifica maggiormente nella minimal techno con melodie piene e spesso parti centrali aperte che ricordano lontanamente la classica struttura uplifting/progressive trance, ma con synth e sonorità totalmente diverse.
Con una ritmica che talvolta include anche dei rari arpeggi in 3/4, la Neo trance soltanto nella seconda metà del primo decennio del nuovo millennio sta iniziando ad identificarsi come sottogenere, avendo come maggior provenienza la città di Colonia in Germania.

### Tech trance
Sottogenere con suoni duri e vicini alla pura techno, abbastanza diffuso in Europa del Nord. I bpm si aggirano intorno a 140, le melodie e i toni sono allegri quasi come la vocal trance.

## Festival trance
I festival di musica trance attirano quasi sempre un numero imponente di persone. Solitamente, per questi eventi vengono impiegate costose tecnologie per la realizzazione degli impianti sonori, per gli effetti luce e pirotecnici, e per una scenografia d'insieme estremamente coinvolgente che regala al pubblico un'apoteosi di emozioni, non solo sul piano auditivo, ma anche visivo.
Il laser show accompagna quasi ritualmente i festival ed è grazie a ciò che tale tecnologia è impetuosamente riapprodata anche nelle discoteche, dopo almeno 25 anni di scarso utilizzo.
La maggior parte dei festival trance si tiene in Europa, ma si tengono eventi importanti anche negli USA, in Canada, Australia, Israele, Ucraina, India, Cina e Giappone, quest'ultima, terra d'origine del virtuoso Shingo Nakamura.

### Paesi Bassi
- A State of Trance: (fra 15.000 e 30.000 partecipanti per ogni data) è l'evento Trance di maggior richiamo degli ultimi anni. Celebra l'anniversario annuale della nascita del programma radiofonico settimanale intitolato appunto "A State Of Trance" condotto da Armin Van Buuren. Nell'edizione del 2011 sono state celebrate le 500 puntate del radioshow con 5 date in 5 paesi diversi in tutti e 5 i continenti. Nel 2012 l'evento ha preso il nome di "Invasion" World Tour e nel 2013 l'evento viene sottotitolato " The Expedition" con 12 date in tutto il mondo. Suonano diversi dj fra i più famosi del panorama Progressive e Trance.
- Tiësto in Concert Arnhem: (25 000 partecipanti) è un concerto svolto solo da Dj Tiësto. Viene organizzato dalla ID&T e solitamente si svolge al Gelredome di Arnhem.
- Armin Only: questo concerto è tenuto solo da Armin van Buuren, all'Ahoy Rotterdam. Viene organizzato dalla UDC (L'Armin Only del 2008 si è tenuto al Jaarbeurs Utrecht a Utrecht.
- Full on Ferry: Ferry Corsten suona fianco a fianco con altri dj che suonano altri stili diversi come house, techno e progressive trance. Alcuni dj son portati per mano dallo stesso Ferry come ode alla loro lunga carriera di producer di molti stili diversi.
- Mystery Land: (60 000 partecipanti), si tiene presso il Floriade Park a Haarlemmermeer ed è un festival all'aperto, non solo di musica trance, ed è organizzato dalla ID&T.
- Dance Valley: (55 000 - 90 000 partecipanti), si tiene a Spaarnwoude, è un festival all'aperto non solo di musica trance, organizzato dalla UDC.
- Qlimax: (25 000 partecipanti), si tiene presso il Gelredome di Arnhem, è un festival di musica hardstyle e hard trance che ha guadagnato popolarità solo di recente. Esso è rinomato per i suoi impressionanti laser show ed è organizzato dalla Q-dance.
- Sensation: (80 000 partecipanti in due serate), si tiene all'Amsterdam ArenA, è un evento non solo di musica trance ma anche di musica house e hardstyle. Famoso per la sede dove si svolge (uno stadio di calcio), è organizzato dalla ID&T.
- Trance Energy: (30 000 partecipanti), si tiene al Jaarbeurs Utrecht, a Utrecht, è un festival di sola musica trance, molto popolare tra i più accaniti fan di questo genere. Molti dj molto noti hanno suonato a questo evento, aiutando a creare la sua fama; è organizzato dalla ID&T.
- mPulsTanz Festival: (20 000 partecipanti), si tiene al Brabanthallen di Hertogenbosch, esso è iniziato come un try-out ed è diventato un festival molto conosciuto nei pesi del Benelux, in Francia e Germania.

### Regno Unito
- Global Gathering: è promosso dalla Angel Music Group. Il weekend del Global Gathering ha luogo ogni estate presso la Godskitchen arena, proponendo i migliori trance e techno dj del mondo e attirare 45.000 persone tra un pomeriggio del venerdì e una domenica mattina. L'organizzazione promuove altri eventi trance nello stadio sotto la Godskitchen brand, il più grande è il Godskitchen: A Gift From The Gods il quale attira 12 000 persone al National Exhibition Centre di Birmingham nell'aprile 2003.
- Creamfields: l'annuale festival del Cream (famoso club di Liverpool) che propone una trance arena con la capacità di 10 000 partecipanti, in vari posti del Regno Unito.
- South West Four: si svolge ogni estate, esso ha percorso una lunga strada, dal suo inizio come party in giardino ha trovato la sua casa in Clapham Common, London.It e si trasferì a Cardiff nel 2006.
- PlanetLove: L'Irlanda del Nord ha anche avuto una fiorente scena trance sin dai primo anni novanta, con il leggendario club Kelly's Complex (oggi conosciuto come Lush!) a Portrush, locale che ha lanciato i pionieri della musica trance come DJs X-ray & Si nella Northern Ireland Dance Music Hall of Fame. Il PlanetLove è un festival che si tiene annualmente sia nel nord che nel sud dell'Irlanda e numerosi altri eventi correlati minori. I più grandi dj hanno suonato al PlanetLove, come Armin van Buuren, Paul van Dyk and Tiësto.

### Nord America
- Electric Daisy Carnival: il festival, organizzato dalla Insomniac Events, si tiene a Los Angeles (ma qualche volta anche a Denver) combina l'Exposition Park con l'olimpionico Los Angeles Coliseum, annualmente, l'ultimo weekend di giugno. Nel 2009 l'evento è stato diviso in due eventi, l'ultimo dei quali ha in folla stimata di 90.000 persone.
- Monster Massive: si tiene ogni anno intorno alla notte di Halloween presso la Los Angeles Sports Arena. Solitamente vi partecipano circa 15 000 persone, ma nel 2008 per l'evento si attendevano oltre 65 000 persone.
- Together as One: si tiene presso la Los Angeles Sports Arena annualmente alla vigilia del nuovo anno. Conosciuto come il più grande evento musicale dell'anno nuovo in Nord America che di solito porta una folla di oltre 40.000 partecipanti.
- Nocturnal Festival: è un festival annuale che si tiene in California presso il NOS Events Center di San Bernardino alla fine d'agosto o agli inizi di settembre. Solitamente conta 20 000 partecipanti, ma questo numero è in costante crescita.
- Ultra Music Festival: (80 000 partecipanti), si tiene a Miami in Florida. Una due notti di evento con undici stages dove vengono suonati diversi generi musicali con il main stage focalizzato sulla musica trance. Famoso per le sue formazioni con molti dj molto conosciuti insieme a laser show e effetti pirotecnici.
- World Electronic Music Festival: conosciuto anche come WEMF, si tiene in Canada annualmente in una tre giorni di festival all'aperto composto principalmente di musica trance, hard dance and jungle (ogni tanto insieme alla happy hardcore). Il 2008 il festival è stato l'ultimo in questa forma.
- Winter Music Conference: svolge ogni anno verso la fine del inverno a Miami, il WMC è un festival e conferenza di una settimana, durante la qual suonano i migliori dj del mondo.
- Love Fest: si tiene annualmente a San Francisco in California. Era conosciuto come il Love Parade. Solitamente attira più di 60 000 persone, è una sfilata con famosi dj lungo la Market Street a San Francisco. L'evento solitamente dura da mezzogiorno alle quattro della mattina del giorno dopo.
- USC: (7 000 - 10 000 partecipanti) si tiene a Seattle annualmente. L'USC è il più grande evento di musica elettronica e trance del Nord America. Il festival del 2007 aveva tre stages con Paul van Dyk in testa. Nel 2008 al evento hanno partecipato Tiesto, BT, DJ Dan, and Donald Glaude. L'evento è tipicamente estivo e dura dalle nove della sera alle dieci della mattina con le ultime sei ore dedicate ad un after party. L'evento solitamente mette in mostra i top dj locali.
- Global Dance Festival: si tiene annualmente al Red Rocks Amphitheatre fuori Denver. Tipicamente all'evento partecipano 10 000 persone e dura circa 7 ore, con i dj più conosciuti. Il passato evento ha ospitato Paul van Dyk, Tiësto, Armin van Buuren, e Ferry Corsten. Nel 2009 ospiterà Sasha e John Digweed.

### Altri paesi
- Boom Festival (Portogallo): (l'ultima edizione fu a Idanha-a-Nova). Questo evento inizio nel 1997 ed è un festival all'aperto che avviene ogni due anni ed è focalizzato soprattutto sulla psichedelica goa trance. Il festival offre anche workshop, presentazioni, e cinema.
- Full Moon Trance Festival (Germania): questo evento si tiene tra il 7 e il 12 luglio nelle città di Wittstock e Roebel. Il festival è incentrato sulla psychedelic trance e nel 2006 artisti come Infected Mushroom, Astral Projection, Astrix, Space Tribe, 1200 Mics, GMS, Etnica, Oforia, Atomic Pulse, Electric Universe e Parasense furono chiamati a suonare.
- VuuV Festival (Germania): è un incontro internazionale per gli amanti della musica trance da tutto il mondo che si tiene in Germania. La musica principale è la goa trance che lo rende la madre di tutti i festival Goa.
- Street Parade (Svizzera): è il più grande festival di musica elettronica del mondo, con più di un milione di partecipanti, crescenti di anno in anno. Tutta la città è in festa, musica in ogni locale che si organizza con un proprio dj. Durante il giorno la classica sfilata di carri con musica trance, mentre la sera si può scegliere tra i due maxi eventi: la stazione o lo stadio.
- Ultraworld and Universe (Australia): il festival si tiene al Kryal Castle nella città di Ballarat nello stato di Victoria. L'evento dura 12 ore e comprende musica Hardstyle, Hard dance e Hard trance (a volte insieme anche a happy hardcore) e si svolge in una replica di un castello medievale.
- Prana Petra Festival (Giordania): l'evento si tiene nella città di Petra. Due anni fa ha preso posto Dj Tiesto Elements of Life con diverse migliaia di ravers partecipanti a questo evento di massa, celebrando la città di Petra come una delle nuove meraviglie del mondo.
- Distant Heat Festival (Giordania): il festival si svolge nel deserto di Wadi Rum, il più esclusivo posto per un party di questo tipo, con lo sfondo del magnifico terreno desertico giordano. L'evento ha avuto inizio quattro anni fa.
- Sunburn Festival (India): lanciato nel dicembre 2007 come il primo festival di musica elettronica del sud dell'Asia e caratterizzato da dj come Carl Cox e John Fleming 00. Localizzato sulla riva del mare nello stato Goa sulla costa ovest dell'India, il festival ha le sue radici nella goa trance. Oltre 5000 partecipanti nel dicembre 2008 sono rimasti scottati nella tre giorni di festival. L'ingresso all'evento è libero.
- KaZantip (Repubblica autonoma di Crimea, Ucraina): il festival di KaZantip è un "Beach Event" annuale di musica elettronica che dura mediamente due settimane tra i mesi di Luglio e/o Agosto e che, attraverso l'avvicendarsi di numerosi Dj, quasi tutti di fama internazionale, propone ininterrottamente, 24 ore su 24 vari generi musicali che spaziano dalla house melodiosa all'hard trance più aspra e psichedelica. Come in molti festival "open space" organizzati su ampi spazi, anche KaZantip propone almeno due o tre differenti stili contemporaneamente cosicché possa essere soddisfatto un numero importante di visitatori che, per tale evento giungono da ogni parte del globo. L'evento si svolge su un'ampia spiaggia bagnata dal Mar Nero, a Popivka, città balneare non lontana dalla più famosa città di Evpatoria ed è l'unico grande festival del settore nei Paesi dell'ex Unione Sovietica. Per ulteriori approfondimenti, questo è il link al sito ufficiale: KaZantip.

In molti altri paesi, per via di insormontabili restrizioni legali, la realizzazione di tali eventi è fortemente ostacolata e quasi sempre resa impossibile. In paesi più proibizionisti quali ad es. Francia e Italia, spesso le autorità pubbliche sono state riluttanti a concedere autorizzazioni per eventi techno e trance, a causa di presunti problemi con le droghe che verrebbero consumate nel corso dei party. Ciò ha conseguentemente alimentato il fenomeno - pur raro - dei Rave party, ovvero party privati tenuti generalmente in strutture di archeologia industriale edificate lontano dai centri abitati. I Rave party sono sempre organizzati in gran segreto nel tentativo di eludere il blitz della Pubblica Sicurezza che comporterebbe pene severe per gli organizzatori e la confisca di tutte le infrastrutture necessarie alla realizzazione dell'evento. Normalmente, essendo l'organizzazione privata e volontaria, il numero degli invitati si limita ad alcune centinaia e più raramente si supera il migliaio di persone.
Nel passato la ID&T ha ampliato la propria attività e ha cominciato a organizzare festival in Belgio e Germania che sono diventati molto popolari in questi paesi. Più recentemente (2008) la ID&T ha pianificato il Sensation World Tour in Cile, Cina, Polonia, Repubblica Ceca, Dubai e altri paesi a seguire.